# Вырубов, Василий Васильевич
Василий Васильевич Вырубов (7 февраля 1879, Тифлис — 1963, Париж) — пензенский земский деятель, товарищ министра внутренних дел во Временном правительстве. В эмиграции — банкир, предприниматель, промышленник, мемуарист, масон.

## Биография
Происходил из пензенского дворянского рода Вырубовых; отец — Василий Николаевич Вырубов (1846—1905).
Окончил Пензенскую гимназию с золотой медалью (1898) и физико-математический факультет Санкт-Петербургского университета (1901).
Служил в 1-м гвардейском кавалерийском дивизионе. С 1902 года, после отставки жил в унаследованном родовом поместье в Колтовском. В 1905—1911 годах состоял членом Пензенской губернской земской управы.
С начала Первой мировой войны — член Главного комитета Земского городского союза, затем заведующий земскими делами при Ставке Главнокомандующего Западным фронтом генерала Алексеева.
После Февральской революции — товарищ министра внутренних дел Временного правительства при премьер-министре князе Г. Е. Львове.
Помощник по гражданским делам при начальниках Штаба Верховного главнокомандующего в Ставке (в Могилеве)- генералах М. В. Алексееве и Н. Н. Духонине.
Был женат на дочери Н. П. Галахова, Ольге (1888—1921), которая осталась в России, была арестована, в тюрьме заболела тифом и умерла 11 июня 1921 года через несколько дней после освобождения.
Их дети: Ирина (05.08.1911—16.07.1957) и Василий (3.08.1913—после 1961), Николай (29.01.1915—13.08.2009). Выехали из Советской России вместе с дедом и бабушкой Галаховыми в 1924 году. Муж Ирины Васильевны — Дмитрий Иванович Лобанов-Ростовский (1907—1948). Их сын — Н.Д.Лобанов-Ростовский.
В июле 1918 года по вызову князя Львова выехал в Омск. В 1918 году, выехав из России, вместе с князем Львовым по поручению адмирала Колчака участвовал в переговорах с бывшими союзниками России по Антанте (Вашингтон, Лондон, Париж).
С конца 1918 года жил в Париже. Управляющий делами русского Особого Совещания во время мирной конференции в Париже.
В 1919 году генеральный секретарь русской делегации на Версальской конференции. Председатель и член Временного всероссийского земского союза за границей. 
В 1921 году был принят в члены парижской группы партии кадетов. Активно участвовал в общественной жизни. Занимался в эмиграции банковским делом. Промышленник. Мемуарист. Масон.
Женился на Марии Александровне Киреевой. Умер 8 августа 1963 года.